# Großer Preis von Österreich 1979
Der Große Preis von Österreich 1979 (offiziell XVII Großer Preis von Österreich) fand am 12. August auf dem Österreichring in der Nähe von Zeltweg statt und war das elfte Rennen der Automobil-Weltmeisterschaft 1979.

## Berichte

### Hintergrund
Als Vertretung für Jean-Pierre Jarier, der weiterhin krankheitsbedingt fehlte, kehrte Derek Daly, der sich eigentlich nach dem Großen Preis von Monaco in die Formel 2 verabschiedet hatte, in die Formel 1 zurück. Ansonsten trat dasselbe Fahrerfeld zum Österreich-GP an, das zwei Wochen zuvor den Großen Preis von Deutschland bestritten hatte.
Das ATS Racing Team brachte unter der Führung des neuen Teammanagers Vic Elford einen neuen Wagen mit der Bezeichnung ATS D3 an den Start, der von Stammfahrer Hans-Joachim Stuck pilotiert wurde. Keke Rosberg trat für Walter Wolf Racing mit dem ebenfalls neuen Wolf WR9 an.

### Training
René Arnoux erreichte mit dem turbogetriebenen Renault RS10 die erste Pole-Position seiner Formel-1-Karriere. Er verwies Alan Jones, den Sieger des vorangegangenen Rennens, auf den zweiten Platz. Dahinter folgte mit Jean-Pierre Jabouille der zweite Renault-Werksfahrer neben Niki Lauda. Gilles Villeneuve und Clay Regazzoni bildeten die dritte Startreihe.

### Rennen
Nach einem sehr guten Start ging Villeneuve vor Jones, Lauda und Arnoux in Führung. Jabouille, der aufgrund von Kupplungsproblemen kurz nach der Freigabe des Rennens auf den neunten Rang zurückgefallen war, kämpfte sich bis zur 13. Runde wieder bis auf den zweiten Platz nach vorn. Der Führende war zu diesem Zeitpunkt bereits nicht mehr Villeneuve, sondern Jones, der den Kanadier in der vierten Runde überholt hatte.
Als Jabouilles Kupplung in der 15. Runde endgültig versagte, übernahm sein Landsmann und Teamkollege Arnoux von ihm den zweiten Rang. Fünf Runden vor dem Ende des Rennens musste dieser jedoch aufgrund von Kraftstoffmangel die Box aufsuchen und fiel dadurch auf den sechsten Rang zurück. Hinter dem erneuten Sieger Jones und dem zweitplatzierten Villeneuve belegte Jacques Laffite den dritten Platz, nachdem er in der letzten Runde Jody Scheckter überholt hatte. Regazzoni kam als Fünfter ins Ziel.

## Meldeliste
| Team                          | Nr. | Fahrer                | Chassis                 | Motor                    | Reifen |
| ----------------------------- | --- | --------------------- | ----------------------- | ------------------------ | ------ |
| Martini Racing Team Lotus     | 01  | Mario Andretti        | Lotus 79                | Ford Cosworth DFV 3.0 V8 | G      |
| Martini Racing Team Lotus     | 02  | Carlos Reutemann      | Lotus 79                | Ford Cosworth DFV 3.0 V8 | G      |
| Candy Tyrrell Team            | 03  | Didier Pironi         | Tyrrell 009             | Ford Cosworth DFV 3.0 V8 | G      |
| Candy Tyrrell Team            | 04  | Derek Daly            | Tyrrell 009             | Ford Cosworth DFV 3.0 V8 | G      |
| Parmalat Racing Team          | 05  | Niki Lauda            | Brabham BT48            | Alfa Romeo 1260 3.0 V12  | G      |
| Parmalat Racing Team          | 06  | Nelson Piquet         | Brabham BT48            | Alfa Romeo 1260 3.0 V12  | G      |
| Marlboro Team McLaren         | 07  | John Watson           | McLaren M29             | Ford Cosworth DFV 3.0 V8 | G      |
| Marlboro Team McLaren         | 08  | Patrick Tambay        | McLaren M29             | Ford Cosworth DFV 3.0 V8 | G      |
| ATS Wheels                    | 09  | Hans-Joachim Stuck    | ATS D3                  | Ford Cosworth DFV 3.0 V8 | G      |
| Scuderia Ferrari SpA SEFAC    | 11  | Jody Scheckter        | Ferrari 312T4           | Ferrari 015 3.0 F12      | M      |
| Scuderia Ferrari SpA SEFAC    | 12  | Gilles Villeneuve     | Ferrari 312T4           | Ferrari 015 3.0 F12      | M      |
| Fittipaldi Automotive         | 14  | Emerson Fittipaldi    | Fittipaldi F6A          | Ford Cosworth DFV 3.0 V8 | G      |
| Équipe Renault Elf            | 15  | Jean-Pierre Jabouille | Renault RS10            | Renault EF1 1.5 V6t      | M      |
| Équipe Renault Elf            | 16  | René Arnoux           | Renault RS10            | Renault EF1 1.5 V6t      | M      |
| Samson Shadow Racing Team     | 17  | Jan Lammers           | Shadow DN9              | Ford Cosworth DFV 3.0 V8 | G      |
| Interscope Shadow Racing Team | 18  | Elio de Angelis       | Shadow DN9              | Ford Cosworth DFV 3.0 V8 | G      |
| Olympus Cameras Wolf Racing   | 20  | Keke Rosberg          | Wolf WR9                | Ford Cosworth DFV 3.0 V8 | G      |
| Team Ensign                   | 22  | Patrick Gaillard      | Ensign N179             | Ford Cosworth DFV 3.0 V8 | G      |
| Team Merzario                 | 24  | Arturo Merzario       | Merzario A4 Merzario A3 | Ford Cosworth DFV 3.0 V8 | G      |
| Ligier Gitanes                | 25  | Jacky Ickx            | Ligier JS11             | Ford Cosworth DFV 3.0 V8 | G      |
| Ligier Gitanes                | 26  | Jacques Laffite       | Ligier JS11             | Ford Cosworth DFV 3.0 V8 | G      |
| Albilad-Saudia Racing Team    | 27  | Alan Jones            | Williams FW07           | Ford Cosworth DFV 3.0 V8 | G      |
| Albilad-Saudia Racing Team    | 28  | Clay Regazzoni        | Williams FW07           | Ford Cosworth DFV 3.0 V8 | G      |
| Warsteiner Arrows Racing Team | 29  | Riccardo Patrese      | Arrows A2               | Ford Cosworth DFV 3.0 V8 | G      |
| Warsteiner Arrows Racing Team | 30  | Jochen Mass           | Arrows A2               | Ford Cosworth DFV 3.0 V8 | G      |
| Team Rebaque                  | 31  | Héctor Rebaque        | Lotus 79                | Ford Cosworth DFV 3.0 V8 | G      |

Anmerkungen
1. ↑  Das Team Merzario begann das Qualifying mit dem A4. Nachdem das Auto bei einem Unfall beschädigt worden war, setzte Merzario das Training mit dem älteren A3 fort. Keines der Autos erreichte eine Zeit, die eine Qualifikation ermöglicht hätte.

## Klassifikationen

### Startaufstellung
| Pos. | Fahrer                | Konstrukteur       | Zeit    | Ø-Geschwindigkeit | Start |
| ---- | --------------------- | ------------------ | ------- | ----------------- | ----- |
| 01   | René Arnoux           | Renault            | 1:34,07 | 227,397 km/h      | 01    |
| 02   | Alan Jones            | Williams-Ford      | 1:34,28 | 226,890 km/h      | 02    |
| 03   | Jean-Pierre Jabouille | Renault            | 1:34,45 | 226,482 km/h      | 03    |
| 04   | Niki Lauda            | Brabham-Alfa Romeo | 1:35,51 | 223,968 km/h      | 04    |
| 05   | Gilles Villeneuve     | Ferrari            | 1:35,70 | 223,524 km/h      | 05    |
| 06   | Clay Regazzoni        | Williams-Ford      | 1:35,82 | 223,244 km/h      | 06    |
| 07   | Nelson Piquet         | Brabham-Alfa Romeo | 1:35,85 | 223,174 km/h      | 07    |
| 08   | Jacques Laffite       | Ligier-Ford        | 1:35,92 | 223,011 km/h      | 08    |
| 09   | Jody Scheckter        | Ferrari            | 1:36,10 | 222,593 km/h      | 09    |
| 10   | Didier Pironi         | Tyrrell-Ford       | 1:36,26 | 222,223 km/h      | 10    |
| 11   | Derek Daly            | Tyrrell-Ford       | 1:36,42 | 221,854 km/h      | 11    |
| 12   | Keke Rosberg          | Wolf-Ford          | 1:36,67 | 221,281 km/h      | 12    |
| 13   | Riccardo Patrese      | Arrows-Ford        | 1:36,71 | 221,189 km/h      | 13    |
| 14   | Patrick Tambay        | McLaren-Ford       | 1:36,72 | 221,166 km/h      | 14    |
| 15   | Mario Andretti        | Lotus-Ford         | 1:37,11 | 220,278 km/h      | 15    |
| 16   | John Watson           | McLaren-Ford       | 1:37,16 | 220,165 km/h      | 16    |
| 17   | Carlos Reutemann      | Lotus-Ford         | 1:37,32 | 219,803 km/h      | 17    |
| 18   | Hans-Joachim Stuck    | ATS-Ford           | 1:37,93 | 218,434 km/h      | 18    |
| 19   | Emerson Fittipaldi    | Fittipaldi-Ford    | 1:38,38 | 217,434 km/h      | 19    |
| 20   | Jochen Mass           | Arrows-Ford        | 1:38,85 | 216,401 km/h      | 20    |
| 21   | Jacky Ickx            | Ligier-Ford        | 1:39,31 | 215,398 km/h      | 21    |
| 22   | Elio de Angelis       | Shadow-Ford        | 1:39,44 | 215,117 km/h      | 22    |
| 23   | Jan Lammers           | Shadow-Ford        | 1:39,45 | 215,095 km/h      | 23    |
| 24   | Patrick Gaillard      | Ensign-Ford        | 1:41,10 | 211,585 km/h      | 24    |
| DNQ  | Héctor Rebaque        | Lotus-Ford         | 1:41,16 | 211,459 km/h      | –     |
| DNQ  | Arturo Merzario       | Merzario-Ford      | 1:45,75 | 202,281 km/h      | –     |

### Rennen
| Pos. | Fahrer                | Konstrukteur       | Runden | Stopps | Zeit       | Start | Schnellste Runde |
| ---- | --------------------- | ------------------ | ------ | ------ | ---------- | ----- | ---------------- |
| 01   | Alan Jones            | Williams-Ford      | 54     | 0      | 1:27:38,01 | 02    | 1:36,13          |
| 02   | Gilles Villeneuve     | Ferrari            | 54     | 0      | + 36,05    | 05    | 1:36,61          |
| 03   | Jacques Laffite       | Ligier-Ford        | 54     | 0      | + 46,77    | 08    | 1:36,45          |
| 04   | Jody Scheckter        | Ferrari            | 54     | 0      | + 47,21    | 09    | 1:36,63          |
| 05   | Clay Regazzoni        | Williams-Ford      | 54     | 0      | + 48,92    | 06    | 1:36,22          |
| 06   | René Arnoux           | Renault            | 53     | 1      | + 1 Runde  | 01    | 1:35,77 (40.)    |
| 07   | Didier Pironi         | Tyrrell-Ford       | 53     | 0      | + 1 Runde  | 10    | 1:37,10          |
| 08   | Derek Daly            | Tyrrell-Ford       | 53     | 0      | + 1 Runde  | 11    | 1:38,18          |
| 09   | John Watson           | McLaren-Ford       | 53     | 0      | + 1 Runde  | 16    | 1:38,10          |
| 10   | Patrick Tambay        | McLaren-Ford       | 53     | 0      | + 1 Runde  | 14    | 1:39,07          |
| –    | Niki Lauda            | Brabham-Alfa Romeo | 45     | 0      | DNF        | 04    | 1:38,68          |
| –    | Patrick Gaillard      | Ensign-Ford        | 42     | 0      | DNF        | 24    | 1:42,96          |
| –    | Elio de Angelis       | Shadow-Ford        | 35     | 0      | DNF        | 22    | 1:40,55          |
| –    | Riccardo Patrese      | Arrows-Ford        | 34     | 0      | DNF        | 13    | 1:39,72          |
| –    | Nelson Piquet         | Brabham-Alfa Romeo | 32     | 0      | DNF        | 07    | 1:38,86          |
| –    | Hans-Joachim Stuck    | ATS-Ford           | 28     | 0      | DNF        | 18    | 1:39,32          |
| –    | Jacky Ickx            | Ligier-Ford        | 26     | 0      | DNF        | 21    | 1:41,89          |
| –    | Carlos Reutemann      | Lotus-Ford         | 22     | 1      | DNF        | 17    | 1:40,76          |
| –    | Jean-Pierre Jabouille | Renault            | 16     | 0      | DNF        | 03    | 1:36,85          |
| –    | Keke Rosberg          | Wolf-Ford          | 15     | 0      | DNF        | 12    | 1:39,98          |
| –    | Emerson Fittipaldi    | Fittipaldi-Ford    | 15     | 0      | DNF        | 19    | 1:42,20          |
| –    | Jan Lammers           | Shadow-Ford        | 3      | 0      | DNF        | 23    | 1:44,82          |
| –    | Jochen Mass           | Arrows-Ford        | 1      | 0      | DNF        | 20    | 1:55,72          |
| –    | Mario Andretti        | Lotus-Ford         | 0      | 0      | DNF        | 15    | –                |

## WM-Stände nach dem Rennen
Die ersten sechs des Rennens bekamen 9, 6, 4, 3, 2 bzw. 1 Punkt(e). Es zählten nur die besten vier Ergebnisse aus den ersten sieben Rennen und die besten vier Ergebnisse aus den letzten acht Rennen. In der Konstrukteurswertung wurden alle Resultate gewertet. Streichresultate sind in Klammern gesetzt.

### Fahrerwertung
| Pos. | Fahrer                | Konstrukteur       | Punkte  |
| ---- | --------------------- | ------------------ | ------- |
| 01   | Jody Scheckter        | Ferrari            | 38 (42) |
| 02   | Gilles Villeneuve     | Ferrari            | 32      |
| 03   | Jacques Laffite       | Ligier-Ford        | 32      |
| 04   | Alan Jones            | Williams-Ford      | 25      |
| 05   | Clay Regazzoni        | Williams-Ford      | 24      |
| 06   | Patrick Depailler     | Ligier-Ford        | 20 (22) |
| 07   | Carlos Reutemann      | Lotus-Ford         | 20 (25) |
| 08   | Jean-Pierre Jarier    | Tyrrell-Ford       | 13      |
| 09   | John Watson           | McLaren-Ford       | 13      |
| 10   | Mario Andretti        | Lotus-Ford         | 12      |
| 11   | René Arnoux           | Renault            | 11      |
| 12   | Jean-Pierre Jabouille | Renault            | 9       |
| 13   | Didier Pironi         | Tyrrell-Ford       | 8       |
| 14   | Riccardo Patrese      | Arrows-Ford        | 2       |
| 15   | Jochen Mass           | Arrows-Ford        | 2       |
| 16   | Niki Lauda            | Brabham-Alfa Romeo | 1       |

| Pos. | Fahrer             | Konstrukteur               | Punkte |
| ---- | ------------------ | -------------------------- | ------ |
| 17   | Emerson Fittipaldi | Fittipaldi-Ford            | 1      |
| 18   | Jacky Ickx         | Ligier-Ford                | 1      |
| 19   | Elio de Angelis    | Shadow-Ford                | 0      |
| 20   | Nelson Piquet      | Brabham-Alfa Romeo         | 0      |
| 21   | Patrick Tambay     | McLaren-Ford               | 0      |
| 22   | Geoff Lees         | Tyrrell-Ford               | 0      |
| 23   | Hans-Joachim Stuck | ATS-Ford                   | 0      |
| 24   | Derek Daly         | Ensign-Ford / Tyrrell-Ford | 0      |
| 25   | James Hunt         | Wolf-Ford                  | 0      |
| 26   | Keke Rosberg       | Wolf-Ford                  | 0      |
| 27   | Héctor Rebaque     | Lotus-Ford                 | 0      |
| 28   | Jan Lammers        | Shadow-Ford                | 0      |
| 29   | Patrick Gaillard   | Ensign-Ford                | 0      |
| 30   | Bruno Giacomelli   | Alfa Romeo                 | 0      |
| –    | Arturo Merzario    | Merzario-Ford              | 0      |

### Konstrukteurswertung
| Pos. | Konstrukteur  | Punkte |
| ---- | ------------- | ------ |
| 01   | Ferrari       | 74     |
| 02   | Ligier-Ford   | 55     |
| 03   | Williams-Ford | 49     |
| 04   | Lotus-Ford    | 37     |
| 05   | Tyrrell-Ford  | 21     |
| 06   | Renault       | 20     |
| 07   | McLaren-Ford  | 13     |
| 08   | Arrows-Ford   | 4      |

| Pos. | Konstrukteur       | Punkte |
| ---- | ------------------ | ------ |
| 09   | Brabham-Alfa Romeo | 1      |
| 10   | Fittipaldi-Ford    | 1      |
| 11   | Shadow-Ford        | 0      |
| 12   | ATS-Ford           | 0      |
| 13   | Wolf-Ford          | 0      |
| 14   | Ensign-Ford        | 0      |
| 15   | Alfa Romeo         | 0      |
| –    | Merzario-Ford      | 0      |